# Megasema orientalis
Megasema orientalis là một loài bướm đêm trong họ Noctuidae.